# صباراوية
صباراوية (الاسم العلمي: Cacteae) هي قبيلة نباتية تتبع فصيلة الصبارية من رتبة القرنفليات.

## أجناس
- الضرعاء
- الإسكوبارية